# آن روسيل
آن روسيل (بالفرنسية: Anne Roussel)‏ هي ممثلة فرنسية، ولدت في 6 أغسطس 1960 في فرنسا.

## وصلات خارجية
- آن روسيل على موقع IMDb (الإنجليزية)
- آن روسيل على موقع ألو سيني (الفرنسية)
- آن روسيل على موقع أول موفي (الإنجليزية)
- آن روسيل على موقع قاعدة بيانات الأفلام السويدية (السويدية)
- آن روسيل على موقع كينوبويسك (الروسية)